# شناسه تایر
ویژگی‌های تایر خودروها با استفاده از یک شناسه تایر یا شناسه لاستیک الفبا-عددی توصیف می‌شوند که به‌طور معمول بر روی دیوارهٔ جانبی تایر حک می‌شود. این شناسه نشانگر ابعاد تایر و برخی از محدودیت‌های مهم برای استفاده از تایر
مانند میزان بار قابل تحمل و حداکثر سرعت می‌شود. در بعضی موارد دیوارهٔ داخلی یا خارجی تایر شامل اطلاعاتی می‌شود که در سوی دیگر تایر درج نشده‌است.
پیچیدگی این شناسه در طول سالیان بیشتر شده‌است و این موضوع در ترکیب‌شدن واحدهای بریتانیایی و اس‌آی، و در ضمیمه‌های موردی اضافه‌شده به ترتیب‌های حروف‌بندی و عددگذاری مشهود است. تایرهای جدید خودروها غالباً دارای رتبه‌بندی از نظر چسبندگی، میران سایش آج لاستیک و مقاومت در برابر دما هستند.
اندازهٔ اکثریت تایرها بواسطهٔ سیستم اندازه‌گیری ایزو متریک مشخص می‌شود. با این حال، برخی وانت‌ها و خودروهای شاسی‌بلند از سیستم عددی وانت‌های سبک یا سیستم شناوری بالای وانت‌های سبک استفاده می‌کنند.

## استانداردهای فنی ملی
شناسهٔ دی‌اوتی یک توالی از نویسه‌های حرفی‌عددی است که بر روی دیوارهٔ جانبی تایر حک می‌شوند و امکان شناسایی مشخصات تایر و عمر آن را فراهم می‌کنند. این شناسه از سوی اداره ترابری ایالات متحده آمریکا ابلاغ شده‌است، اما در سطح جهان مورد استفاده قرار می‌گیرد. شناسهٔ دی‌اوتی می‌تواند جهت شناسایی تایرهایی که مشمول فراخوان محصول می‌شوند یا برای آگاهی از پایان عمر تایر نیز کاربرد داشته‌باشد. شیوهٔ توصیه شده از سوی انجمن تولیدکنندگان تایر بریتانیا (BRMA) که در ژوئن ۲۰۰۱ صادر شد، اشاره می‌کند که «اعضای BRMA به‌طور جدی توصیه می‌کنند که تایرهایی که مورد استفاده قرار نگرفته‌اند، در صورتی که بیش از ۶ سال از عمر آن‌ها گذشته‌باشد، نباید به خدمت گرفته‌شوند و تمامی تایرها باید ده سال پس از تاریخ تولید جایگزین شوند».
سازمان فنی تایر و رینگ اروپا (ETRTO) و انجمن تایر و رینگ (TRA) دو سازمانی هستند که استانداردهای ملی تایر را اعمال می‌کنند. هدف سازمان ETRTO تنظیم استانداردهای تایر و رینگ در اروپا است. انجمن تایر و رینگ، که قبلاً با نام انجمن تایر و رینگ آمریکا شناخته می‌شد، یک سازمان تجاری آمریکایی است که وظیفهٔ آن تراز کردن استانداردهای فنی است.در ایالات متحده، دفتر نظارت بر ایمنی وسایل نقلیه که جزئی از ادارهٔ ترابری است، یکی از آژانس‌هایی است که وظیفهٔ اجرای استانداردهای فدرال ایمنی وسایل نقلیه موتوری (FMVSS) را بر عهده دارد. کانادا نیز قوانینی را برای تایرها منتشر کرد که از جملهٔ آن‌ها می‌توان به آئین‌نامهٔ ایمنی تایر وسایل نقلیهٔ موتوری (SOR 95-148) اشاره کرد. این آئین‌نامه در ۱۱ اوت ۲۰۱۳ با آئین‌نامهٔ جدید SOR 2013-198 جایگزین شد.
تمامی تایرهایی که پس از ژوئیه ۱۹۹۷ جهت استفادهٔ جاده‌ای در اروپا به‌فروش رسیده‌اند باید دارای یک نشان E باشند. این نشان می‌تواند به‌صورت حروف بزرگ (E) یا حروف کوچک (e) نوشته‌شود. پس از این نویسه، عددی در یک دایره یا یک مربع قرار می‌گیرد و پس از آن نیز رقم دیگری درج می‌شود. حرف E (حروف بزرگ) نشانگر این است که تایر مورد نظر گواهینامهٔ تطابق با قانون ۳۰ ECE برای ابعاد، عملکرد و نشانه‌گذاری را دریافت کرده‌است. حرف e (حروف کوچک) نشانگر این است که تایر مورد نظر، خصوصیات لازم برای کسب گواهی دستورالعمل ‎92/23/EEC‎ برای ابعاد، عملکرد و نشانه‌گذاری‌ها را دارا بوده‌است. شمارهٔ درج شده در داخل دایره یا مربع نشان‌دهندهٔ شناسهٔ کشوری است که دولت آن تأییدیهٔ نوع تایر را صادر کرده‌است. آخرین شماره در خارج از دایره یا مربع، شمارهٔ گواهینامه تأیید نوع تایر است که برای آن نوع و اندازهٔ به‌خصوص تایر صادر شده‌است.

## شرح شناسه‌های تایر

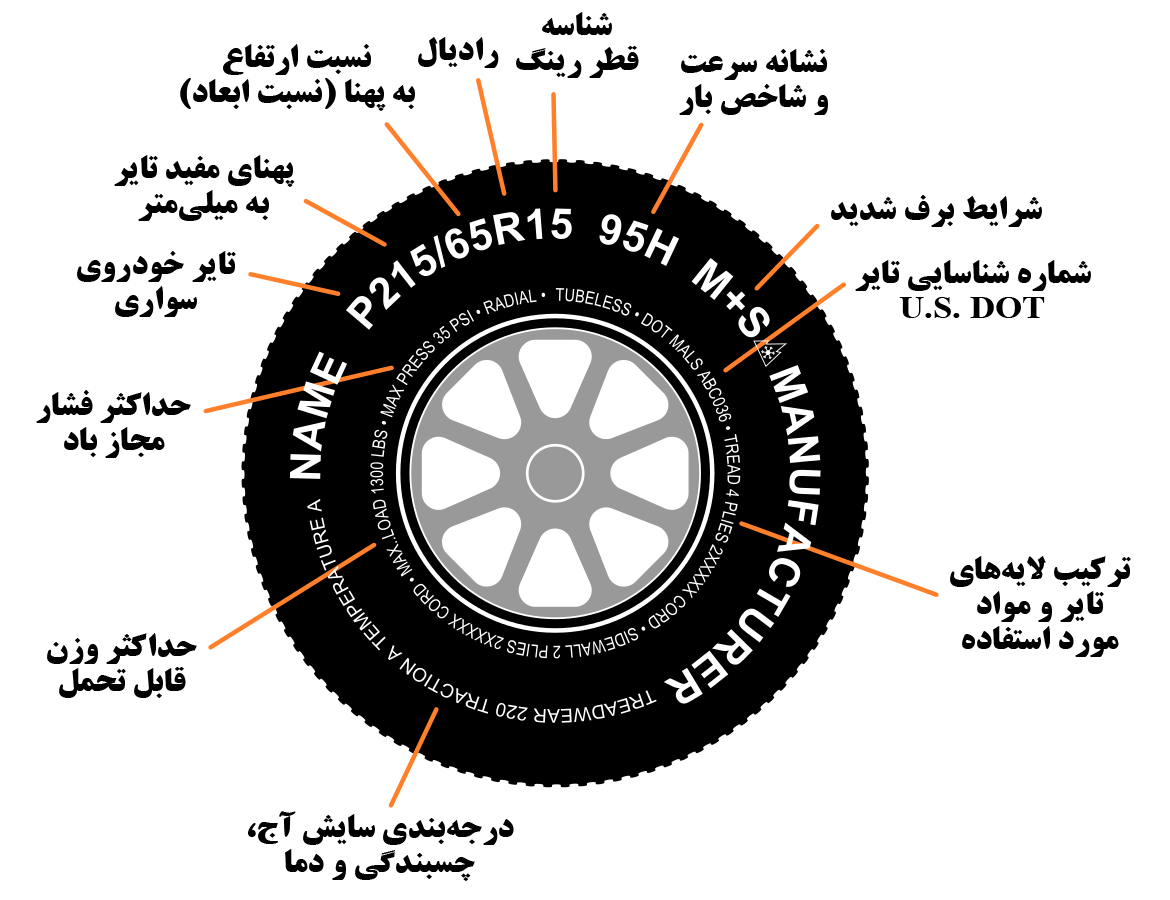
نمودار شناسایی تایر

شناسه متریک تایر ایزو شامل زنجیره‌ای از حروف و شماره‌ها می‌شود که به‌صورت زیر هستند:
- یک حرف (یا حروف) انتخابی برای نشان دادن کلاس وسیله نقلیه‌ای که تایر برای آن مورد استفاده قرار می‌گیرد:
  - P: خودروی سواری (Passenger Car)
  - LT: وانت سبک (Light Truck)
  - ST: تریلر ویژه (Special Trailer)
  - T: موقت (Temporary) (کاربرد انحصاری برای چرخ‌های زاپاس «حافظ فضا»)

حرف P نشاندهندهٔ این است که مهندسی تایر مورد نظر طبق استانداردهای TRA صورت گرفته‌است و فقدان این حرف نشان می‌دهد که تایر بر پایه استانداردهای ETRTO طراحی و ساخته شده‌است. در عمل، استانداردهای این دو سازمان همراه با یکدیگر شکل گرفته‌اند و نسبتاً تبادل‌پذیر هستند، اما با توجه به اینکه شاخص تحمل وزن بار در این دو استاندارد برای یک اندازهٔ مشخص تایر متفاوت است، نمی‌توان این تبادل‌پذیری را کاملاً ممکن دانست.
- شماره ۳ رقمی: «عرض اسمی مقطع» تایر در واحد میلی‌متر؛ پهن‌ترین نقطه از هر دو حاشیهٔ بیرونی (دیواره تا دیواره). سطح تایر که با جاده در تماس است، معمولاً از عرض کمتری برخوردار است.
- /: نویسهٔ کج‌خط برای جداسازی نویسه‌ها.
- شماره ۲ یا ۳ رقمی: نسبت ابعادی ارتفاع دیوارهٔ جانبی در قالب درصدی از عرض اسمی مقطع تایر. اگر این اطلاعات حذف شده‌باشد، مقدار مفروض آن ۸۲٪ است (اگر نوشته‌شود، باید به‌صورت xxx/۸۲ باشد). اگر عدد بزرگتر از ۲۰۰ باشد، نشانگر قطر کلی تایر در واحد میلی‌متر خواهد بود.
- حرف انتخابی برای نشان دادن درجه‌بندی سرعت تایر. این حرف از سوی دیگر ممکن است در انتهای زنجیره و پس از شاخص بار درج شود. اگر حرف مورد نظر Z باشد، نشانگر حداکثر سرعت بیش از ۲۴۰ کیلومتر بر ساعت (۱۵۰ مایل بر ساعت) است، و ممکن است حروف W یا Y پس از شاخص بار نوشته‌شوند.
- یک حرف انتخابی جهت نشان دادن ساختار بافت تنهٔ تایر:
  - B: تسمه متمایل (Bias Belt) (برای تایرهایی که در دیواره‌های جانبی آن‌ها از مواد یکسان با سطح تایر ساخته شده‌اند و سواری سفتی و خشکی را برای خودرو به‌دنبال دارند)
  - D: قطری
  - R: رادیال
  - در صورت فقدان این نویسه، ساختار بافت تایر از نوع لایه‌های ضربدری است.
- شماره ۱ یا ۲ رقمی: قطر چرخی که تایرها برای آن طراحی شده‌اند در واحد اینچ. استثناء نادری برای تایرهایی با قطر متریک وجود دارد که در آن این رقم می‌تواند به‌عنوان مثال ۳۹۰ باشد. در این صورت نشانگر چرخی با قطر ۳۹۰ میلی‌متر است. امروزه تایرهای معدودی با این اندازه ساخته می‌شوند. در مواردی که اندازهٔ تایر دارای اعشار باشد، این عدد می‌تواند طولانی‌تر باشد؛ به‌عنوان مثال بسیاری از کامیون‌های سنگین ترابری امروزه از تایرهایی با اندازهٔ ۲۲٫۵ اینچ استفاده می‌کنند.[۱۲][۱۳]
- شماره ۲ یا ۳ رقمی: شاخص تحمل وزن بار (Load Index)؛ برخی تایرهای وانت‌ها و کامیون‌های سبک برای «استفادهٔ دوگانه» مورد تأیید قرار گرفته‌اند. به این معنی که این تایرها را می‌تواند به‌صورت جفت در کنار یکدیگر استفاده کرد. در این صورت دو شاخص بار به‌طور جداگانه برای استفادهٔ تک یا جفت تعیین می‌شود. به‌عنوان مثال، در تصویر روبرو که نشانگر شناسه‌های یک تایر مناسب برای وانت‌های سبک و کامیونت‌ها است، شاخص ۱۱۴ برای استفاده به‌صورت تک، و شاخص ۱۱۱ برای استفاده به‌صورت جفت است.[۱۴] تایرهایی که این شاخص را اینگونه بر روی خود نداشته‌باشند، فاقد ایمنی لازم برای استفاده به‌صورت جفت هستند.
- ترکیب ۱ یا ۲ نویسه‌ای از اعداد یا حروف: درجه‌بندی سرعت (Speed Rating)
- نشانه‌های اضافی

### اندازهٔ شناورسازی

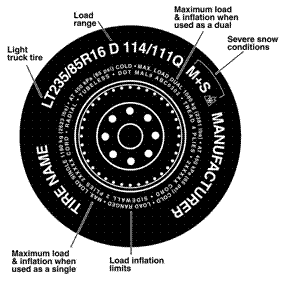
نمودار شناسایی تایر، ویژگی‌های اختصاصی برای وانت‌های سبک و کامیونت‌ها

برخی وانت‌های سبک و کامیونت‌ها از سیستم‌های شناسهٔ عددی وانت سبک یا شناورسازی بالای وانت سبک پیروی می‌کنند. در این سیستم‌ها، به‌جای درج حروف در ابتدای زنجیره، از حروف LT در انتهای زنجیرهٔ شناسه‌ها استفاده می‌شود:
- قطر تایر در سیستم شناورسازی بالا درج می‌شود، اما در تایرهایی با سیستم شناسه‌ای عددی درج نمی‌شود.
  - شماره ۲ رقمی: قطر تایر در واحد اینچ
  - x: جداکنندهٔ نویسه‌ها
- شماره ۳ یا ۴ رقمی: عرض مقطع (سطح مقطع) تایر در واحد اینچ. در صورتی که قطر تایر درج نشده‌باشد، عرض مقطعی که با عدد ۰ پایان یافته‌باشد (به‌عنوان مثال ۷٫۰۰ یا ۱۰٫۵۰) نشانگر نسبت ابعاد ۹۲٪ است و در صورتی که عرض مقطع با صفر پایان نیافته باشد (به‌عنوان مثال ۷٫۰۵ یا ۱۰٫۵۵)، به این معنی است که نسبت ابعاد برابر با ۸۲٪ است. امروزه این نسبت‌های ابعاد غالباً در محصولات تولیدکنندگان مختلف متفاوت است.
- ساختار رویه تایر
  - B: تسمه متمایل
  - D: قطری
  - R: رادیال
- شماره ۲ رقمی: قطر چرخی که تایرها برای آن طراحی شده‌اند در واحد اینچ.
- LT: مشخص می‌کند که تایر مورد نظر برای وانت‌های سبک و کامیونت‌ها طراحی شده‌است.
- درج شاخص بار و درجه‌بندی سرعت در بعضی موارد برای اندازه‌های شناورسازی الزامی نیست، اما برای تایرهایی که جهت استفاده در خیابان‌ها و بزرگراه‌ها تأیید شده‌اند، این شناسه‌ها باید درج شوند.
  - شماره ۲ یا ۳ رقمی: شاخص بار
  - ترکیب ۱ یا ۲ نویسه‌ای از اعداد یا حروف: درجه‌بندی سرعت
- نشانه‌های اضافی

به‌عنوان مثال، اگر اندازهٔ یک تایر دارای دو دسته از اعداد باشد (‎۶–۱۲، ۵٫۰۰–۱۵، ۱۱٫۲–۲۴‎)، شمارهٔ نخست (‎۵٫۰۰-۱۵‎) نشانگر پهنای حدودی در واحد اینچ بوده و شمارهٔ دوم (‎۵٫۰۰-۱۵‎) نشانگر قطر رینگ مناسب در واحد اینچ است.
در صورتی که اندازهٔ تایر متشکل از سه دسته از اعداد باشد (‎۱۵×۶٫۰۰–۶، ۲۶×۱۲٫۰۰–۱۲، ۳۱×۱۵٫۵۰–۱۵‎)، شمارهٔ نخست (‎۲۶×۱۲٫۰۰–۱۲‎) نشانگر ارتفاع حدودی به اینچ، شمارهٔ دوم (‎۲۶×۱۲٫۰۰-۱۲‎) نشانگر پهنای حدودی به اینچ و شمارهٔ سوم (‎۲۶×۱۲٫۰۰-۱۲‎) نشان‌دهندهٔ قطر رینگ مناسب در واحد اینچ است.

### بازه تحمل بار
حرف بازهٔ تحمل بار در تایرهای وانت‌های سبک و کامیونت‌ها نشانگر درجه‌بندی لایهٔ آن‌ها است.
| بازهٔ تحمل بار | درجه‌بندی لایه |
| ------------- | ------------- |
| A             | ۲             |
| B             | ۴             |
| C             | ۶             |
| D             | ۸             |
| E             | ۱۰            |
| F             | ۱۲            |
| G             | ۱۴            |
| H             | ۱۶            |
| J             | ۱۸            |
| L             | ۲۰            |
| M             | ۲۲            |
| N             | ۲۴            |

### شاخص بار
شاخص بار در تایر خودروهای سواری از یک شناسهٔ عددی تشکیل شده‌است که حداکثر بار (جرم یا وزن) قابل تحمل توسط هر تایر را مشخص می‌کند. استانداردهای ETRTO (متریک ISO) رتبه‌بندی شاخص بار برای تایرهایی با بازهٔ تحمل بار «B» را در فشار باد ۳۶ پوند بر اینچ مربع (۲۵۰ کیلوپاسکال) تعیین اندازه می‌گیرند؛ در حالی که استانداردهای P-Metric ظرفیت بار را در فشار باد ۳۵ پوند بر اینچ مربع (۲۴۰ کیلوپاسکال) اندازه‌گیری می‌کنند. این دو استاندارد در زمینهٔ ظرفیت لازم برای فشارهای مختلف باد با یکدیگر کمی متفاوت هستند.
تمامی تایرهای تحت استاندارد ETRTO که شاخص بار یکسانی داشته‌باشند، از حداکثر بار مجاز یکسانی نیز برخوردار خواهند بود، اما تایرهایی با استاندارد P-Metric که شاخص بارشان برابر باشد، ممکن است بسته به اندازهٔ تایر ظرفیت بار متفاوتی داشته‌باشند. به‌هنگام مقایسهٔ ظرفیت بار تایرهای P-Metric در جدول‌های فشار باد TRA همیشه باید با مشورت تصمیم‌گیری شود؛ در نظر داشتن شاخص بار به‌تنهایی برای تشخیص تایر مناسب کافی نیست. به‌عنوان مثال: یک تایر ‎P205/50R15‎ با بار استاندارد دارای شاخص بار ۸۴ و درجه‌بندی بار ۵۰۵ کیلوگرم (۱٬۱۱۳ پوند) در فشار باد ۳۵ پوند بر اینچ مربع (۲۴۰ کیلوپاسکال) است. یک تایر ‎P215/50R13‎ با همان شاخص بار ۸۴، تنها دارای درجه‌بندی بار ۴۹۵ کیلوگرم (۱٬۰۹۱ پوند) در ۳۵ پوند بر اینچ مربع (۲۴۰ کیلوپاسکال) است.
سازمان ETRTO کتاب راهنمایی برای استانداردها عرضه می‌کند که دربردارندهٔ مشخصات فنی و جدول‌های متعدد است. جدول شاخص بار، این شاخص را از ۰–۴۵ کیلوگرم (۰–۹۹ پوند) تا ۲۷۹–۱۳۶٬۰۰۰ کیلوگرم (۶۱۵–۲۹۹٬۸۲۹ پوند) فهرست می‌کند.
| شناسه | وزن                    |  | شناسه | وزن                      |  | شناسه | وزن                        |  | شناسه | وزن                        |
| ۶۰    | ۲۵۰ کیلوگرم (۵۵۰ پوند) |  | ۸۰    | ۴۵۰ کیلوگرم (۹۹۰ پوند)   |  | ۱۰۰   | ۸۰۰ کیلوگرم (۱٬۸۰۰ پوند)   |  | ۱۲۰   | ۱٬۴۰۰ کیلوگرم (۳٬۱۰۰ پوند) |
| ۶۱    | ۲۵۷ کیلوگرم (۵۶۷ پوند) |  | ۸۱    | ۴۶۲ کیلوگرم (۱٬۰۱۹ پوند) |  | ۱۰۱   | ۸۲۵ کیلوگرم (۱٬۸۱۹ پوند)   |  | ۱۲۱   | ۱٬۴۵۰ کیلوگرم (۳٬۲۰۰ پوند) |
| ۶۲    | ۲۶۵ کیلوگرم (۵۸۴ پوند) |  | ۸۲    | ۴۷۵ کیلوگرم (۱٬۰۴۷ پوند) |  | ۱۰۲   | ۸۵۰ کیلوگرم (۱٬۸۷۰ پوند)   |  | ۱۲۲   | ۱٬۵۰۰ کیلوگرم (۳٬۳۰۰ پوند) |
| ۶۳    | ۲۷۲ کیلوگرم (۶۰۰ پوند) |  | ۸۳    | ۴۸۷ کیلوگرم (۱٬۰۷۴ پوند) |  | ۱۰۳   | ۸۷۵ کیلوگرم (۱٬۹۲۹ پوند)   |  | ۱۲۳   | ۱٬۵۵۰ کیلوگرم (۳٬۴۲۰ پوند) |
| ۶۴    | ۲۸۰ کیلوگرم (۶۲۰ پوند) |  | ۸۴    | ۵۰۰ کیلوگرم (۱٬۱۰۰ پوند) |  | ۱۰۴   | ۹۰۰ کیلوگرم (۲٬۰۰۰ پوند)   |  | ۱۲۴   | ۱٬۶۰۰ کیلوگرم (۳٬۵۰۰ پوند) |
| ۶۵    | ۲۹۰ کیلوگرم (۶۴۰ پوند) |  | ۸۵    | ۵۱۵ کیلوگرم (۱٬۱۳۵ پوند) |  | ۱۰۵   | ۹۲۵ کیلوگرم (۲٬۰۳۹ پوند)   |  | ۱۲۵   | ۱٬۶۵۰ کیلوگرم (۳٬۶۴۰ پوند) |
| ۶۶    | ۳۰۰ کیلوگرم (۶۶۰ پوند) |  | ۸۶    | ۵۳۰ کیلوگرم (۱٬۱۷۰ پوند) |  | ۱۰۶   | ۹۵۰ کیلوگرم (۲٬۰۹۰ پوند)   |  | ۱۲۶   | ۱٬۷۰۰ کیلوگرم (۳٬۷۰۰ پوند) |
| ۶۷    | ۳۰۷ کیلوگرم (۶۷۷ پوند) |  | ۸۷    | ۵۴۵ کیلوگرم (۱٬۲۰۲ پوند) |  | ۱۰۷   | ۹۷۵ کیلوگرم (۲٬۱۵۰ پوند)   |  | ۱۲۷   | ۱٬۷۵۰ کیلوگرم (۳٬۸۶۰ پوند) |
| ۶۸    | ۳۱۵ کیلوگرم (۶۹۴ پوند) |  | ۸۸    | ۵۶۰ کیلوگرم (۱٬۲۳۰ پوند) |  | ۱۰۸   | ۱٬۰۰۰ کیلوگرم (۲٬۲۰۰ پوند) |  | ۱۲۸   | ۱٬۸۰۰ کیلوگرم (۴٬۰۰۰ پوند) |
| ۶۹    | ۳۲۵ کیلوگرم (۷۱۷ پوند) |  | ۸۹    | ۵۸۰ کیلوگرم (۱٬۲۸۰ پوند) |  | ۱۰۹   | ۱٬۰۳۰ کیلوگرم (۲٬۲۷۰ پوند) |  | ۱۲۹   | ۱٬۸۵۰ کیلوگرم (۴٬۰۸۰ پوند) |
| ۷۰    | ۳۳۵ کیلوگرم (۷۳۹ پوند) |  | ۹۰    | ۶۰۰ کیلوگرم (۱٬۳۰۰ پوند) |  | ۱۱۰   | ۱٬۰۶۰ کیلوگرم (۲٬۳۴۰ پوند) |  | ۱۳۰   | ۱٬۹۰۰ کیلوگرم (۴٬۲۰۰ پوند) |
| ۷۱    | ۳۴۵ کیلوگرم (۷۶۱ پوند) |  | ۹۱    | ۶۱۵ کیلوگرم (۱٬۳۵۶ پوند) |  | ۱۱۱   | ۱٬۰۹۰ کیلوگرم (۲٬۴۰۰ پوند) |  | ۱۳۱   | ۱٬۹۵۰ کیلوگرم (۴٬۳۰۰ پوند) |
| ۷۲    | ۳۵۵ کیلوگرم (۷۸۳ پوند) |  | ۹۲    | ۶۳۰ کیلوگرم (۱٬۳۹۰ پوند) |  | ۱۱۲   | ۱٬۱۲۰ کیلوگرم (۲٬۴۷۰ پوند) |  | ۱۳۲   | ۲٬۰۰۰ کیلوگرم (۴٬۴۰۰ پوند) |
| ۷۳    | ۳۶۵ کیلوگرم (۸۰۵ پوند) |  | ۹۳    | ۶۵۰ کیلوگرم (۱٬۴۳۰ پوند) |  | ۱۱۳   | ۱٬۱۵۰ کیلوگرم (۲٬۵۴۰ پوند) |  | ۱۳۳   | ۲٬۰۶۵ کیلوگرم (۴٬۵۵۳ پوند) |
| ۷۴    | ۳۷۵ کیلوگرم (۸۲۷ پوند) |  | ۹۴    | ۶۷۰ کیلوگرم (۱٬۴۸۰ پوند) |  | ۱۱۴   | ۱٬۱۸۰ کیلوگرم (۲٬۶۰۰ پوند) |  | ۱۳۴   | ۲٬۱۲۵ کیلوگرم (۴٬۶۸۵ پوند) |
| ۷۵    | ۳۸۷ کیلوگرم (۸۵۳ پوند) |  | ۹۵    | ۶۹۰ کیلوگرم (۱٬۵۲۰ پوند) |  | ۱۱۵   | ۱٬۲۱۵ کیلوگرم (۲٬۶۷۹ پوند) |  | ۱۳۵   | ۲٬۱۸۵ کیلوگرم (۴٬۸۱۷ پوند) |
| ۷۶    | ۴۰۰ کیلوگرم (۸۸۰ پوند) |  | ۹۶    | ۷۱۰ کیلوگرم (۱٬۵۷۰ پوند) |  | ۱۱۶   | ۱٬۲۵۰ کیلوگرم (۲٬۷۶۰ پوند) |  | ۱۳۶   | ۲٬۲۴۵ کیلوگرم (۴٬۹۴۹ پوند) |
| ۷۷    | ۴۱۲ کیلوگرم (۹۰۸ پوند) |  | ۹۷    | ۷۳۰ کیلوگرم (۱٬۶۱۰ پوند) |  | ۱۱۷   | ۱٬۲۸۵ کیلوگرم (۲٬۸۳۳ پوند) |  | ۱۳۷   | ۲٬۳۰۵ کیلوگرم (۵٬۰۸۲ پوند) |
| ۷۸    | ۴۲۵ کیلوگرم (۹۳۷ پوند) |  | ۹۸    | ۷۵۰ کیلوگرم (۱٬۶۵۰ پوند) |  | ۱۱۸   | ۱٬۳۲۰ کیلوگرم (۲٬۹۱۰ پوند) |  | ۱۳۸   | ۲٬۳۶۵ کیلوگرم (۵٬۲۱۴ پوند) |
| ۷۹    | ۴۳۷ کیلوگرم (۹۶۳ پوند) |  | ۹۹    | ۷۷۵ کیلوگرم (۱٬۷۰۹ پوند) |  | ۱۱۹   | ۱٬۳۶۰ کیلوگرم (۳٬۰۰۰ پوند) |  | ۱۳۹   | ۲٬۴۳۵ کیلوگرم (۵٬۳۶۸ پوند) |

برخی از درجه‌بندی‌های بازهٔ تحمل بار برای وانت‌های سبک که با شناسه‌های حروفی مشخص شده‌اند در جدولی که از سوی شرکت تایر و لاستیک گودیر منتشر شده، یافت می‌شوند. برای مثال:
| اندازه تایر | وزن (پوند) در پوند/اینچ۲ | وزن (پوند) در پوند/اینچ۲ |
| شناسه LR    | D                        | E                        |
| ----------- | ------------------------ | ------------------------ |
| LT215/85R16 | ۲۳۳۵ در ۶۵               | ۲۶۸۰ در ۸۰               |
| LT225/75R16 | ۲۳۳۵ در ۶۵               | ۲۶۸۰ در ۸۰               |
| LT235/85R16 | ۲۶۲۳ در ۶۵               | ۳۰۴۲ در ۸۰               |
| LT245/75R16 | ۲۶۲۳ در ۶۵               | ۳۰۴۲ در ۸۰               |

### درجه‌بندی سرعت
نماد درجه‌بندی سرعت تایر به‌صورت یک حرف تنها یا یک حرف A در کنار یک عدد درج می‌شود. این شناسه نشانگر حداکثر سرعتی است که تایر مورد نظر می‌تواند در آن سرعت بار متناظر با شاخص بار خود را تحمل کند. شیوهٔ آزمایش این درجه‌بندی شامل فشردن تایر به یک غلتک فلزی با قطر بزرگ جهت بازتاب وزن بار مناسب برای آن و افزایش پلکانی سرعت در مرحله‌های ده دقیقه‌ای و در هر مرحله به‌میزان ۱۰ کیلومتر بر ساعت (۶٫۲ مایل بر ساعت) تا زمانی که تایر به سرعت لازم خود دست یابد، می‌شود.
| شناسه | کیلومتر بر ساعت | مایل بر ساعت |  | شناسه | کیلومتر بر ساعت | مایل بر ساعت |
| A1    | ۵               | ۳            |  | L     | ۱۲۰             | ۷۵           |
| A2    | ۱۰              | ۶            |  | M     | ۱۳۰             | ۸۱           |
| A3    | ۱۵              | ۹            |  | N     | ۱۴۰             | ۸۷           |
| A4    | ۲۰              | ۱۲           |  | P     | ۱۵۰             | ۹۴           |
| A5    | ۲۵              | ۱۶           |  | Q     | ۱۶۰             | ۱۰۰          |
| A6    | ۳۰              | ۱۹           |  | R     | ۱۷۰             | ۱۰۶          |
| A7    | ۳۵              | ۲۲           |  | S     | ۱۸۰             | ۱۱۲          |
| A8    | ۴۰              | ۲۵           |  | T     | ۱۹۰             | ۱۱۸          |
| B     | ۵۰              | ۳۱           |  | U     | ۲۰۰             | ۱۲۴          |
| C     | ۶۰              | ۳۷           |  | H     | ۲۱۰             | ۱۳۰          |
| D     | ۶۵              | ۴۰           |  | V     | ۲۴۰             | ۱۴۹          |
| E     | ۷۰              | ۴۳           |  | Z     | بیش از ۲۴۰      | بیش از ۱۴۹   |
| F     | ۸۰              | ۵۰           |  | W     | ۲۷۰             | ۱۶۸          |
| G     | ۹۰              | ۵۶           |  | (W)   | بیش از ۲۷۰      | بیش از ۱۶۸   |
| J     | ۱۰۰             | ۶۲           |  | Y     | ۳۰۰             | ۱۸۶          |
| K     | ۱۱۰             | ۶۸           |  | (Y)   | بیش از ۳۰۰      | بیش از ۱۸۶   |

تا پیش از سال ۱۹۹۱ درجه‌بندی سرعت تایر در بخش اندازهٔ تایر و پیش از شناسهٔ R برای ساختار تایر درج می‌شد. شناسه‌های موجود شامل SR (۱۸۰ کیلومتر بر ساعت، ۱۱۲ مایل بر ساعت)، HR (۲۱۰ کیلومتر بر ساعت، ۱۳۰ مایل بر ساعت) و VR (بیش از ۲۱۰ کیلومتر بر ساعت یا بیش از ۱۳۰ مایل بر ساعت) می‌شدند.
تایرهایی که درجه‌بندی سرعت آن‌ها بالاتر از ۳۰۰ کیلومتر بر ساعت (۱۸۶ مایل بر ساعت) باشد، با یک حرف Y داخل پرانتز مشخص می‌شوند. معمولاً شاخص بار نیز در همان پرانتز درج می‌شود، مثلاً (86Y).
در بسیاری از کشورها قانون ملزم می‌کند که تایرهای مناسب برای یک خودرو با توجه به شناسهٔ درجه‌بندی سرعت آن‌ها و بر پایهٔ حداکثر سرعت آن خودرو تعیین و نصب شوند (به استثناء تایرهای زاپاس برای استفادهٔ موقت). در برخی بخش‌های اتحادیه اروپا، استفاده از تایرهایی که با حداکثر سرعت یک خودرو یا موتورسیکلت تناسب نداشته‌باشند، غیرقانونی است. در این میان تنها استثناء تایرهای M+S هستند که در صورت استفاده از آن‌ها، باید یک برچسب هشدار شامل حداکثر سرعت مجاز در داخل خودرو و در دیدرس کامل راننده نصب شود. بعضی از تولیدکنندگان، در صورتی که خریدار سفارش تایرهایی با درجه‌بندی پایین‌تر از حداکثر سرعت خودرو را برای خودرو داده‌باشد، یک دستگاه گاورنر سرعت را بر روی خودرو نصب می‌کنند. در بعضی کشورهای اتحادیه اروپا مانند آلمان، استفاده از تایرهایی با درجه‌بندی سرعت پایین‌تر به این شرط مجاز است که تولیدکنندهٔ خودرو تایرهایی با درجه‌بندی سرعت بسیار بالایی را در اسناد ثبتی مشخص کرده‌باشد و خودرو نیز با توجه به قدرت ناکافی، نتواند به این سرعت دست یابد. در این صورت محاسبهٔ درجه‌بندی مناسب سرعت برای تایر با استفاده از یک فرمول مشخص امکان‌پذیر است.

### رتبه‌بندی سایش
درجهٔ سایش آج تایر در قالب ۳ نویسهٔ تطبیقی درج می‌شود. این رتبه‌بندی بخشی از استاندارد درجه‌بندی یک‌نواخت کیفیت تایر است.

### تبدیل اندازه‌های متریک به بریتانیایی
R15
‎215/75/15‎ = ‎۲۷٫۷"‎×‎۸٫۵"‎

‎225/70/15‎ = ‎۲۷٫۴"‎×‎۸٫۹"‎

‎225/75/15‎ = ‎۲۸٫۳"‎×‎۸٫۹"‎

‎235/75/15‎ = ‎۲۹٫۰"‎×‎۹٫۳"‎

‎245/75/15‎ = ‎۲۹٫۵"‎×‎۹٫۶"‎

‎255/75/15‎ = ‎۳۰٫۰"‎×‎۱۰٫۰"‎

‎265/75/15‎ = ‎۳۰٫۶"‎×‎۱۰٫۴"‎
R16
‎205/85/16‎ = ‎۲۹٫۷"‎×‎۸٫۱"‎

‎215/75/16‎ = ‎۲۸٫۷"‎×‎۸٫۵"‎

‎225/70/16‎ = ‎۲۸٫۴"‎×‎۸٫۹"‎

‎225/75/16‎ = ‎۲۹٫۲"‎×‎۸٫۹"‎

‎235/70/16‎ = ‎۲۹٫۰"‎×‎۹٫۳"‎

‎235/85/16‎ = ‎۳۱٫۷"‎×‎۹٫۳"‎

‎245/70/16‎ = ‎۲۹٫۵"‎×‎۹٫۶"‎

‎245/75/16‎ = ‎۳۰٫۵"‎×‎۹٫۶"‎

## پهنای چرخ/رینگ
جهت تعیین بازهٔ پهنای مجاز رینگ برای یک اندازهٔ مشخص تایر، باید به سالنامهٔ TRA یا کتاب راهنمای تولیدکننده رجوع کرد—در این خصوص نمی‌توان به قاعده سرانگشتی استناد کرد.